# Орден «За заслуги перед Вітчизною»
Орден «За заслуги перед Вітчизною» (рос. орден «За заслуги перед Отечеством») — державна нагорода Російської Федерації.

## Історія нагороди
- 2 березня 1994 року указом Президента Російської Федерації Б. М. Єльцина «Про державні нагороди Російської Федерації»[1] був заснований ряд державних нагород — орденів, медалей та відзнак, серед яких орден «За заслуги перед Вітчизною».
- Указом Президента Російської Федерації від 7 вересня 2010 року № 1099 «Про заходи щодо вдосконалення державної нагородної системи Російської Федерації»[2] затверджені нині чинні статут та опис ордена.

## Статут ордена
1. Орденом «За заслуги перед Вітчизною» нагороджуються громадяни за особливо видатні заслуги, пов'язані зі зміцненням російської державності, соціально-економічним розвитком країни, науково-дослідницькою діяльністю, розвитком культури і мистецтва, видатними спортивними досягненнями, зміцненням миру, дружби і співпраці між народами, за значний внесок у зміцнення обороноздатності країни.
2. Орден «За заслуги перед Вітчизною» має чотири ступені: I, II, III та IV. Вищим ступенем ордена «За заслуги перед Вітчизною» є I ступінь.
3. Орден «За заслуги перед Вітчизною» I і II ступенів має знак і зірку, III і IV ступенів — тільки знак.
4. Нагородження орденом «За заслуги перед Вітчизною» здійснюється послідовно, від нижчого ступеня до вищого.
Особи, що подаються до нагородження орденом «За заслуги перед Вітчизною» IV ступеня, повинні бути нагороджені одним із орденів Російської Федерації і медаллю ордена «За заслуги перед Вітчизною» I ступеня.
За особливо видатні заслуги перед державою орденом «За заслуги перед Вітчизною» IV ступеня без нагородження медаллю ордена «За заслуги перед Вітчизною» I ступеня можуть бути нагороджені особи, удостоєні звання Героя Російської Федерації, Героя Радянського Союзу чи Героя Соціалістичної Праці, а також особи, що нагороджені орденами Святого Георгія, Олександра Невського, Суворова, Ушакова, Жукова, Кутузова, Нахімова, Мужності або яким присвоєно почесне звання Російської Федерації категорії «народний».
У виняткових випадках Президент Російської Федерації може ухвалити рішення про нагородження орденом «За заслуги перед Вітчизною» особи, що раніше не була нагороджена державною нагородою Російської Федерації.
5. Військовослужбовці за відмінності в бойових діях нагороджуються орденом «За заслуги перед Вітчизною» з мечами.
6. Нагородження орденом «За заслуги перед Вітчизною» I і II ступенів відбувається, як правило, двічі на рік і приурочені до святкування Дня Конституції Російської Федерації (12 грудня) та Дня Росії (12 червня).

### Порядок носіння
- Знак ордена «За заслуги перед Вітчизною» I ступеня носиться на плечовій стрічці, яка проходить через праве плече.
- При носінні знака ордена Святого апостола Андрія Первозванного на плечовій стрічці чи ордена Святого Георгія I ступеня на плечовій стрічці знак ордена «За заслуги перед Вітчизною» I ступеня на плечовій стрічці не носиться.
- Зірки ордена «За заслуги перед Вітчизною» I і II ступеня носять на лівій стороні грудей і розташовують нижче орденів, що носяться на колодках, і за наявності у нагородженого зірки ордена Святого Георгія — під нею.
- За наявності у нагородженого ордена «За заслуги перед Вітчизною» I і II ступеня носиться тільки зірка ордена «За заслуги перед Вітчизною» I ступеня.
- Знаки ордена «За заслуги перед Вітчизною» II і III ступеня носять на шийній стрічці.
- Знак ордена «За заслуги перед Вітчизною» IV ступеня носиться на колодці на лівій стороні грудей і розташовується після знака ордена Святого Георгія IV ступеня.
- При наявності у нагородженого декількох ступенів ордена «За заслуги перед Вітчизною» носиться лише знак ордена вищого ступеня, за винятком знаків ордена з мечами.
- При нагородження орденом «За заслуги перед Вітчизною» медалі даного ордена не носяться, за винятком медалі ордена «За заслуги перед Вітчизною» з мечами.
- Для особливих випадків і можливого повсякденного носіння передбачено носіння мініатюрної копії знака ордена «За заслуги перед Вітчизною» IV ступеня.
- При носінні мініатюрної копії знака ордена «За заслуги перед Вітчизною» IV ступеня вона розташовується після мініатюрної копії знака ордена Святого Георгія IV ступеня.
- При носінні на форменому одязі стрічки ордена «За заслуги перед Вітчизною» на планці вона розташовується після стрічки ордена Святого Георгія. При цьому носиться тільки стрічка вищого ступеня ордена, наявного у нагородженого.
- При носінні на цивільному костюмі стрічки ордена «За заслуги перед Вітчизною» у вигляді розетки вона розташовується на лівій стороні грудей під стрічкою ордена Святого апостола Андрія Первозванного у вигляді розетки. При цьому носиться тільки стрічка вищого ступеня ордена, наявного у нагородженого.
- Носіння стрічки ордена «За заслуги перед Вітчизною» з мечами у вигляді розетки не передбачено.

## Знаки ордена
Орден «За заслуги перед Вітчизною» I і II ступеня має знак і зірку, III і IV ступеня — тільки знак.
| I ступеня | II ступеня | III ступеня | IV ступеня |
| --------- | ---------- | ----------- | ---------- |
|           |            |             |            |
|           |            |             |            |

Військовослужбовці за відмінності в бойових діях нагороджуються орденом «За заслуги перед Вітчизною» з мечами.
| Знак ордена I ступеня | Знак ордена I ступеня з мечами |
| --------------------- | ------------------------------ |
|                       |                                |